# Trash We'd Love
『Trash We'd Love』（トラッシュ・ウィドゥ・ラヴ）は、2009年5月27日に発売されたthe HIATUSの1枚目のオリジナルアルバム。規格品番はFLCF-4281。

## 概要
the HIATUSの初の音源で、このアルバムで正式にデビューとなった。全曲とも細美武士と堀江博久の共同プロデュースで、masasucksとの共同作曲となっている2曲（M-2・11）を除き、楽曲はすべて細美が手掛けている。M-7の「Little Odyssey」に使われている楽器はキーボードのみとなっている。
アルバムのアートワークは、ジャケットのイラストを牧かほりが、デザインをBALCOLONY.が手掛けている。また「Ghost In The Rain」と「The Flare」には番場秀一と松本空が手掛けたミュージック・ビデオが制作され、レーベルの公式チャンネルで公開されている。
細美は自身のラジオ番組にて、アルバムタイトルである「Trash We'd Love」は「Save the world」のアナグラムになっておりその意味が込められていることを明かしている。
2009年6月8日付のオリコンチャートで約8万枚を売り上げ首位を獲得し、6月度の月間チャートでは3位を獲得した。ロックバンドのデビューアルバムが初登場で首位を獲得するのは、極めて異例である。
このCDは洋楽扱いされているため、レンタル開始は発売から1年後となっている（収録曲のうちの8曲が全英語詞）。
現在でも、夏フェスなどのイベント出演時は、このアルバムからの楽曲が披露されることが多い。

## 収録曲
| 全作詞: 細美武士、全プロデュース: 細美武士・堀江博久。 |                         |                                              |                     |      |
| #                                                      | タイトル                | 作詞                                         | 作曲                | 時間 |
| 1.                                                     | 「Ghost In The Rain」   | 細美武士、全プロデュース: 細美武士・堀江博久 | 細美武士            | 3:38 |
| 2.                                                     | 「Lone Train Running」  | 細美武士、全プロデュース: 細美武士・堀江博久 | 細美武士・masasucks | 3:13 |
| 3.                                                     | 「Centipede」           | 細美武士、全プロデュース: 細美武士・堀江博久 | 細美武士            | 3:12 |
| 4.                                                     | 「Silver Birch」        | 細美武士、全プロデュース: 細美武士・堀江博久 | 細美武士            | 3:16 |
| 5.                                                     | 「堕天」                | 細美武士、全プロデュース: 細美武士・堀江博久 | 細美武士            | 3:30 |
| 6.                                                     | 「Storm Racers」        | 細美武士、全プロデュース: 細美武士・堀江博久 | 細美武士            | 3:02 |
| 7.                                                     | 「Little Odyssey」      | 細美武士、全プロデュース: 細美武士・堀江博久 | 細美武士            | 4:14 |
| 8.                                                     | 「The Flare」           | 細美武士、全プロデュース: 細美武士・堀江博久 | 細美武士            | 4:05 |
| 9.                                                     | 「紺碧の夜に」          | 細美武士、全プロデュース: 細美武士・堀江博久 | 細美武士            | 3:02 |
| 10.                                                    | 「ユニコーン」          | 細美武士、全プロデュース: 細美武士・堀江博久 | 細美武士            | 2:31 |
| 11.                                                    | 「Twisted Maple Trees」 | 細美武士、全プロデュース: 細美武士・堀江博久 | 細美武士・masasucks | 4:55 |

## レコーディングメンバー
- 細美武士 / ボーカル・ギター
- masasucks / ギター
- ウエノコウジ / ベース
- 柏倉隆史 / ドラムス
- 堀江博久 / キーボード（ピアノ）